# Musée mémorial national Shōwa
Le musée mémorial national Shōwa (昭和館, Shōwakan) est un musée national situé dans l'arrondissement de Chiyoda à Tokyo, géré par le Ministère de la Santé, du Travail et des Affaires sociales. Il est communément appelé le Shōwakan. Le musée expose principalement des objets illustrant le mode de vie du peuple japonais durant et après la Seconde Guerre mondiale (l'ère Shōwa du calendrier japonais). Le Shōwakan a ouvert ses portes le 27 mars 1999.

## Source
- (en) Cet article est partiellement ou en totalité issu de l’article de Wikipédia en anglais intitulé « National Showa Memorial Museum » (voir la liste des auteurs).